# Arnebia
Arnebia är ett släkte av strävbladiga växter. Arnebia ingår i familjen strävbladiga växter.

## Dottertaxa tillArnebia, i alfabetisk ordning[1]
- Arnebia afghanica
- Arnebia baldshuanica
- Arnebia benthamii
- Arnebia bhattacharyyae
- Arnebia cana
- Arnebia decumbens
- Arnebia densiflora
- Arnebia euchroma
- Arnebia fimbriata
- Arnebia fimbriopetala
- Arnebia guttata
- Arnebia hispidissima
- Arnebia inconspicua
- Arnebia johnstonii
- Arnebia latebracteata
- Arnebia lindbergiana
- Arnebia linearifolia
- Arnebia macrocalyx
- Arnebia minima
- Arnebia nandadeviensis
- Arnebia nepalensis
- Arnebia obovata
- Arnebia paucisetosa
- Arnebia purpurascens
- Arnebia purpurea
- Arnebia rechingeri
- Arnebia sewerzowii
- Arnebia simulatrix
- Arnebia speciosa
- Arnebia stenocalyx
- Arnebia szechenyi
- Arnebia tinctoria
- Arnebia transcaspica
- Arnebia tschimganica
- Arnebia ugamensis
- Arnebia waziristanica
- Arnebia violascens